# Haaglandse Football Club Alles Door Oefening Den Haag
O Alles Door Oefening Den Haag, comumente conhecido pelo nome abreviado ADO Den Haag, é um clube de futebol da Holanda que tem sede na cidade de Haia. As palavras Alles Door Oefening se traduzem em "Tudo Através do Exercício" em holandês.
Apesar de pertencer a uma das três grandes cidades holandesas, o clube não conseguiu igualar o Ajax, o Feyenoord ou o PSV em termos de sucesso na Eredivisie ou nas competições europeias. No entanto, existe uma grande rivalidade com o Ajax e o Feyenoord.

## História

### 1905–1971: ADO
Em 1 de fevereiro de 1905, o clube Alles Door Oefening (ADO) foi fundado no café 'Het Hof van Berlijn' (agora: De Paap) em Haia. Nos primeiros anos de existência, o clube passou por momentos difíceis, já que muitos membros se recusaram a pagar suas taxas e o críquete era mais popular na cidade. A ADO começou na liga local, Haagsche Voetbal Bond, mas foi promovida a liga nacional, Nederlandsche Voetbal Bond, em 1912. Naquele ano, eles foram promovidos para o 3º nível (3e klasse NVB) e, dois anos depois, ganharam o título.
Depois de se mudar para o Estádio Zuiderpark em 1925, ADO continuou a crescer para um clube de importância. Em 1926, o clube foi promovido ao mais alto nível nacional, o Eerste Klasse. Nos anos seguintes, o time lutou para não ser rebaixado a princípio, mas subiu ao topo da liga no final da década de 1930. Em 1939, o clube perdeu o título depois de perder para o DWS em Amsterdã. Em 1940, o título parecia muito próximo novamente, mas eles ficaram com o segundo lugar depois que muitos jogadores foram convocados para o exército na Segunda Guerra Mundial. Desta vez, outro clube de Amsterdã, Blauw-Wit, ganhou o título. Em 1941, ADO finalmente venceu a liga regional e passou para a final nacional, perdendo isso para o Heracles.
Na temporada de 1941-1942, todas as estrelas estavam alinhadas e, embora a guerra tornasse a vida cotidiana cada vez mais difícil, o clube parecia invencível. Depois de vencer a liga regional, ADO passou para a competição nacional e lutou pelo título com Heerenveen, AGOVV, Eindhoven e Blauw-Wit. Uma vitória por 5-2 sobre AGOVV deu o primeiro título nacional ao ADO. Em 1943, ADO conquistou outro título, vencendo o Heerenveen por 8–2 na final.
Haia teve que esperar até a década de 1960 por mais sucessos de seu clube local. Depois que Ernst Happel ingressou no ADO como treinador em 1962, o clube voltou ao topo da liga. Eles terminaram em terceiro no ranking final em 1965. Em 1963, 1964 e 1966, ADO disputou a final da copa nacional, a Copa KNVB, mas perdeu em todas as vezes. Em 1968, eles chegaram novamente à final e desta vez derrotaram o Ajax e foram campeão pela primeira vez. Na temporada de 1970-71, ADO começou a liga com 17 jogos invictos mas terminou a temporada como a 3° colocação no campeonato.
Em 1967, ADO jogou um verão na United Soccer Association da América do Norte, sob o nome San Francisco Golden Gate Gales. O clube terminou empatado em segundo na Divisão Oeste.

### 1971-1996: FC Den Haag
Em 1971, o clube fundiu-se com o rival da cidade, Holland Sport, para formar o FC Den Haag.
O clube chegou novamente à final da Copa da Holanda em 1972 (desta vez perdendo por 3 a 2 para o Ajax) e depois conquistou o troféu pela segunda vez em 1975, derrotando o Twente por 1 a 0. Seu maior sucesso na Europa foi as quartas de final da Taça dos Clubes Vencedores de Taças de 1976 contra o West Ham United. Uma vitória por 4 a 2 em Haia, seguida de uma derrota por 3 a 1 em Londres, significou a eliminação dos holandeses. 
Nos anos 80, o FC Den Haag era frequentemente associado ao hooliganismo e à retração financeira. No entanto, a equipe chegou à sua quarta final da Copa da Holanda em 1987, perdendo por 4 a 2 (novamente para o Ajax).
Em 3 de abril de 1982, hooligans do clube queimaram parte de seu próprio território, o Zuiderpark. O incêndio foi marcado após uma derrota por 4 a 0 para o HFC Haarlem. Danificou o suporte mais antigo do terreno, datado de 1928, e causou US $ 500.000 em danos. A parte do estádio danificada foi reconstruída e aberta em 1986.
Após outra fusão, o clube passou a se chamar ADO Den Haag em 1996.

### 1996 – Presente: ADO Den Haag
Depois de um longo período na segunda divisão, o ADO Den Haag jogou quatro temporadas na Eredivisie e depois foi rebaixado novamente na temporada de 2006-07. No entanto, depois de terminar em sexto na temporada de 2007-08, eles venceram os playoffs, o que significa a promoção de volta à Eredivisie na temporada de 2008-09. A nova casa do clube foi concluída em 2007: o Kyocera Stadion, com capacidade para 15.000 pessoas, anteriormente conhecido como Den Haag Stadion. Eles começaram a temporada de 2008-09 com duas vitórias que os colocaram no topo da Eredivisie pela primeira vez em 32 anos.
A equipe obteve sucesso na temporada de 2010-11. Derrotar o Ajax duas vezes foi um dos destaques da temporada. O ADO Den Haag terminou em sétimo lugar no campeonato e venceu os playoffs (derrotando Roda JC e Groningen), garantindo o último lugar holandês na UEFA Europa League. Eles venceram a primeira eliminatória contra o time lituano Tauras (3–2, 2–0), mas perderam a eliminatória seguinte contra o clube cipriota Omonia por 3-0 em Nicósia.
O clube estava com sérios problemas financeiros em 2008 e em junho de 2014, seu acionista majoritário concordou em vender o clube à United Vansen International Sports Company, com sede na China, por US $ 8,9 milhões. O atual grupo acionário "prometeu investir milhões de euros" no clube. A UVS foi fundada em 2008 e foi responsável pela organização da cerimônia de encerramento dos Jogos Olímpicos de Pequim.

## Relações com outros clubes
Os torcedores do ADO têm fortes laços com o clube galês Swansea City. As bandeiras dos respectivos clubes costumam ser exibidas nos jogos do outro clube e ambos os clubes realizam regularmente amistosos antes da temporada. Legia Varsóvia (Polônia), Club Brugge (Bélgica) e Juventus (Itália) também compartilham fortes laços de apoio com o ADO Den Haag.
No entanto, as rivalidades com os times holandeses são menos amigáveis e o ADO alcançou notoriedade após um incidente em um jogo contra o Ajax em 20 de março de 2011. Músicas anti-semitas, incluindo "Hamas, Hamas, Judeus ao Gás", foram cantadas não apenas pelos treinadores do ADO, mas também pelo meia Lex Immers, que foi suspenso por cinco partidas. Além disso, em 2004, uma partida entre ADO Den Haag e PSV foi abandonada aos 80 minutos devido a cânticos racistas da multidão.

## Patrocinadores
| Periodo   | Fabricante | Patrocinador        |
| --------- | ---------- | ------------------- |
| 1987-1989 | Cruyff     | Hotelplan Vakanties |
| 1992-1994 | Lotto      |                     |
| 1994-1999 | Lotto      | VHS                 |
| 1999-2000 | Wilson     | Client Solutions    |
| 2000-2001 | Wilson     | Solidium            |
| 2001-2002 | Fila       | Solidium            |
| 2002-2004 | Fila       | Hommerson Casino's  |
| 2004-2005 | Hummel     | Hommerson Casino's  |
| 2005-2008 | Hummel     | DSW                 |
| 2008-2011 | Hummel     | Fit For Free        |
| 2011-2012 | Erreà      | Kyocera             |
| 2012-2017 | Erreà      | Basic Fit           |
| 2018-2022 | Erreà      | Cars Jeans          |

## Títulos
- Eredivisie: 1941-42, 1942-43
- Copa dos Países Baixos: 1968, 1975

## Uniformes

### Uniformes atuais
| 1º Uniforme | 2º Uniforme | 3º Uniforme | 115 Anos |

### Uniformes anteriores
- 2018-19

| 1º Uniforme | 2º Uniforme | 3º Uniforme |

- 2017-18

| 1º Uniforme | 2º Uniforme | 3º Uniforme |

- 2016-17

| 1º Uniforme | 2º Uniforme | 3º Uniforme | Combinação 2 |

## Treinadores
| - John Donaghy (1928–32) - Wim Tap (1936–46) - Franz Fuchs (1952–53) - Dick Groves (1953) - Franz Gutkas (1954–55) - Rinus Loof (1955–62) - Ernst Happel (1 July 1962 – 30 June 1969) - Václav Ježek (1 July 1969 – 30 June 1972) - Vujadin Boškov (1 July 1974 – 30 June 1976) - Anton Malatinský (1 July 1976 – 30 June 1978) - Piet de Visser (1 July 1978 – 30 June 1980) - Hans Kraay (1 July 1980 – 30 June 1981) - Cor van der Hart (1 July 1981 – 30 June 1983) - Rob Baan (1 July 1983 – 30 June 1986) - Pim van de Meent (1 July 1986 – 30 June 1988) - Co Adriaanse (1 July 1988 – 12 February 1992) - Nol de Ruiter (1 July 1992 – 30 June 1993) | - Lex Schoenmaker (1994–95) - Theo Verlangen (1995–96) - Mark Wotte (1 July 1996 – 31 December 1997) - André Hoekstra (31 December 1997 – 30 June 1999) - Rob Meppelink (1 July 1999 – 30 June 2000) - Rinus Israel (1 July 2001 – 30 November 2003) - Lex Schoenmaker (caretaker) (1 December 2003 – 30 June 2004) - Frans Adelaar (1 July 2004 – 20 November 2006) - Lex Schoenmaker (caretaker) (21 November 2006 – 30 June 2007) - Wiljan Vloet (1 July 2007 – 30 June 2008) - André Wetzel (1 July 2008 – 17 April 2009) - Raymond Atteveld (17 April 2009 – 30 March 2010) - Maurice Steijn (caretaker) (30 March 2010 – 30 June 2010) - John van den Brom (1 July 2010 – 29 June 2011) - Maurice Steijn (30 June 2011 – 5 February 2014) - Henk Fräser (5 February 2014 – 30 June 2016) - Željko Petrović (1 July 2016 – 7 February 2017) - Alfons Groenendijk (8 February 2017 – 2 December 2019) - Alan Pardew (24 December 2019 – present) |